# Mikronesien ved sommer-OL 2020
Mikronesien deltog under Sommer-OL 2020 i Tokyo som blev afviklet i perioden 23. juli til 8. august 2021.

## Medaljer
| 2020 Tokyo  | Guld | Sølv | Bronze | Total |
| Mikronesien | 0    | 0    | 0      | 0     |

### Medaljevinderne
| Mikronesien under sommer-OL 2020 i Tokyo | Mikronesien under sommer-OL 2020 i Tokyo | Mikronesien under sommer-OL 2020 i Tokyo | Mikronesien under sommer-OL 2020 i Tokyo | Mikronesien under sommer-OL 2020 i Tokyo |
| Medalje                                  | Navn                                     | Sport                                    | Event                                    | Dato                                     |
| ---------------------------------------- | ---------------------------------------- | ---------------------------------------- | ---------------------------------------- | ---------------------------------------- |
| -                                        | -                                        | -                                        | -                                        | -                                        |